# Makalata
Makalata är ett släkte av gnagare i familjen lansråttor.
Arter enligt IUCN:
- Makalata didelphoides
- Makalata macrura
- Makalata obscura
- Makalata rhipidura

Ibland listas arterna Toromys grandis och Pattonomys occasius i släktet Makalata.
Släktets arter kännetecknas av korta extremiteter och av grov päls med flera taggar inblandade. På svansen förekommer styva korta hår eller den är naken. Skillnader mot andra släkten av samma underfamilj finns främst i avvikande detaljer av tändernas konstruktion.
Den mest kända arten är Makalata didelphoides (se motsvarande artikel).